# بو سعده، الجزایر
بو سعده (به عربی: بو سعدة) شهری در استان المسیله واقع در کشور الجزایر است که در سال ۱۹۹۸ میلادی ۹۷٫۰۳۱ نفر جمعیت داشته و جمعیت آن در سال ۲۰۰۵ میلادی به ۱۲۱٫۳۰۱ نفر رسیده‌است.